# Венецианский карнавал (опера-балет)
Венециа́нский карнава́л (фр. Le carnaval de Venise) — опера-балет французского композитора эпохи барокко Андре Кампра, написанная на либретто французского драматурга Жана Франсуа Реньяра. 

## Исторический очерк
Премьера состоялась 20 января 1699 года в театре Пале-Рояль во Франции силами Королевской академии музыки. Кампра посвятил оперу Людовику Великому Дофину, наследнику французского престола. Опера-балет пришлась Людовику по вкусу и он организовал повторную постановку в феврале 1711 года, незадолго до своей смерти. В музыке оперы искусно смешаны французский и итальянский вокальный стиль — тенденция, намеченная уже в венецианском акте «Галантной Европы». Благодаря богатой музыкальной фактуре, динамическому действию и приёму «театр в театре» композитору удалось передать дух венецианского карнавала и утвердить оперу-балет в качестве влиятельного жанра на французской сцене.

## Действующие лица
- Леонора — меццо-сопрано
- Изабелла — сопрано
- Родольф — баритон
- Леандр — баритон
- Орфей — альт (контратенор)
- Эвридика — сопрано
- Минерва — меццо-сопрано
- Плутон — бас

## Сюжет
Опера-балет состоит из пролога, трёх актов и двух дивертисментов. Действие происходит в Венеции на момент карнавала.

### Пролог
Зал, готовящийся к спектаклю: всюду беспорядок, недоделанные декорации и инструменты. Работники, пытающиеся восстановить декорации.
Заказчик призывает рабочих подготовить помещение. Минерва спускается, чтобы принять участие в карнавале, но поражена беспорядком. Она решает самостоятельно подготовить бал, обратившись к Божествам Искусств. Музыка, Танцы, Живопись и Архитектура приходят со своей свитой и создают великолепный театр. Минерва приглашает хор, дабы показать зрелищный фестиваль в Венеции.

### Акт первый
Площадь Сан-Марко

## Рецепция
В июле 1975 года на фестивале Aix-en-Provence Festival состоялась постановка под управлением Хорхе Лавелли, в которой принимали участие Кристиана Эда-Пьер, Мартин Дюпюи, Брюс Брюэр и Роджер Сойер.
Бостонский фестиваль старинной музыки анонсировал планы осуществить постановку оперы-балеты в июне 2017 года.
Первую полную запись оперы-балета осуществил в 2011 году Эрве Нике со своим барочным оркестром и хором «Le Concert Spirituel». Gramophone назвал её «постановкой, способной развеять скуку» (англ. a performance to brighten up the dullest mood).